# Ginning (Gemeinde Scheibbs)
Ginning (früher auch Giening) ist eine Katastralgemeinde der Gemeinde Scheibbs im Bezirk Scheibbs in Niederösterreich.

## Geografie
Die Streusiedlung befindet sich östlich von Scheibbs nahe der Manker Straße. Die Katastralgemeinde erstreckt sich bis auf den Blassenstein (844 m ü. A.), den Holzkogel (883 m ü. A.) und über den südöstlich von Scheibbs liegenden Greinberg (846 m ü. A.). Zur Katastralgemeinde gehören die Ortsteile Großreith, Hochholz, Hochwies, Maderlehen, Mieselmaiß, Schwarzenberg, Urlingerwarte sowie zahlreiche unbenannte Lagen.

## Siedlungsentwicklung
Zum Jahreswechsel 1979/1980 befanden sich in der Katastralgemeinde Ginning insgesamt 45 Bauflächen mit 17.913 m² und 22 Gärten auf 43.461 m², 1989/1990 gab es 57 Bauflächen. 1999/2000 war die Zahl der Bauflächen auf 112 angewachsen und 2009/2010 bestanden 75 Gebäude auf 129 Bauflächen.

## Geschichte
Laut Adressbuch von Österreich waren im Jahr 1938 in Ginning ein Gastwirt und mehrere Landwirte ansässig. Bis zur Eingemeindung nach Scheibbs war der Ort ein Teil der damaligen Gemeinde Scheibbsbach.

## Bodennutzung
Die Katastralgemeinde ist landwirtschaftlich geprägt. 297 Hektar wurden zum Jahreswechsel 1979/1980 landwirtschaftlich genutzt und 363 Hektar waren forstwirtschaftlich geführte Waldflächen. 1999/2000 wurde auf 259 Hektar Landwirtschaft betrieben und 401 Hektar waren als forstwirtschaftlich genutzte Flächen ausgewiesen. Ende 2018 waren 239 Hektar als landwirtschaftliche Flächen genutzt und Forstwirtschaft wurde auf 409 Hektar betrieben. Die durchschnittliche Bodenklimazahl von Ginning beträgt 18 (Stand 2010).